# Chastel-Nouvel
Chastel-Nouvel är en kommun i departementet Lozère i regionen Occitanien i södra Frankrike. Kommunen ligger i kantonen Mende-Nord som tillhör arrondissementet Mende. År 2022 hade Chastel-Nouvel 932 invånare.

## Befolkningsutveckling
Antalet invånare i kommunen Chastel-Nouvel
| Referens: INSEE |